# Кооза
Ко́оза (эст. Koosa) — деревня в волости Пейпсияэре уезда Тартумаа, Эстония. 
До административной реформы местных самоуправлений Эстонии 2017 года входила в состав волости Вара (упразднена).

## География и описание
Расположена в 10 км к западу от Псковско-Чудского озера, в 22 км к юго-западу от уездного центра — города Тарту и в 10 км к югу от волостного центра — посёлка Алатскиви. Высота над уровнем моря — 51 м. 
В 11,5 км к юго-востоку от деревни расположено озеро Кооза. 
Климат умеренный. Официальный язык — эстонский. Почтовый индекс — 60432.

## Население
По данным переписи населения 2021 года, в Коозанасчитывалось 470 жителей, из них 342 (72,8 %) — эстонцы.
По данным переписи населения 2011 года, в деревне проживали 474 человека, из них 342 (72,2 %) — эстонцы.
Численность населения деревни Кооза по данным переписей населения:
| Год  | 1959 | 1970  | 1979  | 1989  | 2000  | 2011  | 2021  |
| ---- | ---- | ----- | ----- | ----- | ----- | ----- | ----- |
| Чел. | 247  | ↘ 243 | ↗ 377 | ↗ 546 | ↗ 552 | ↘ 474 | ↘ 470 |

## История
В письменных источниках 1582 года упоминается Kosakul ~ Kosakula, 1585 года — Kozakila, 1592 года — Kosz, 1601 года — Koeß.
До 1977 года деревня иногда упоминалась в списках как поселение. 
В атласе Меллина поселение Коза (нем. Kosa) отмечено на северо-восточном конце озера Кооза, в месте слияния рек Лагина и Каргая; вполне возможно, что выше по течению реки Каргая от него возникло дочернее поселение (в 1796 году оба поселения существуют под названием Коза (Kosa).

## Происхождение топонима

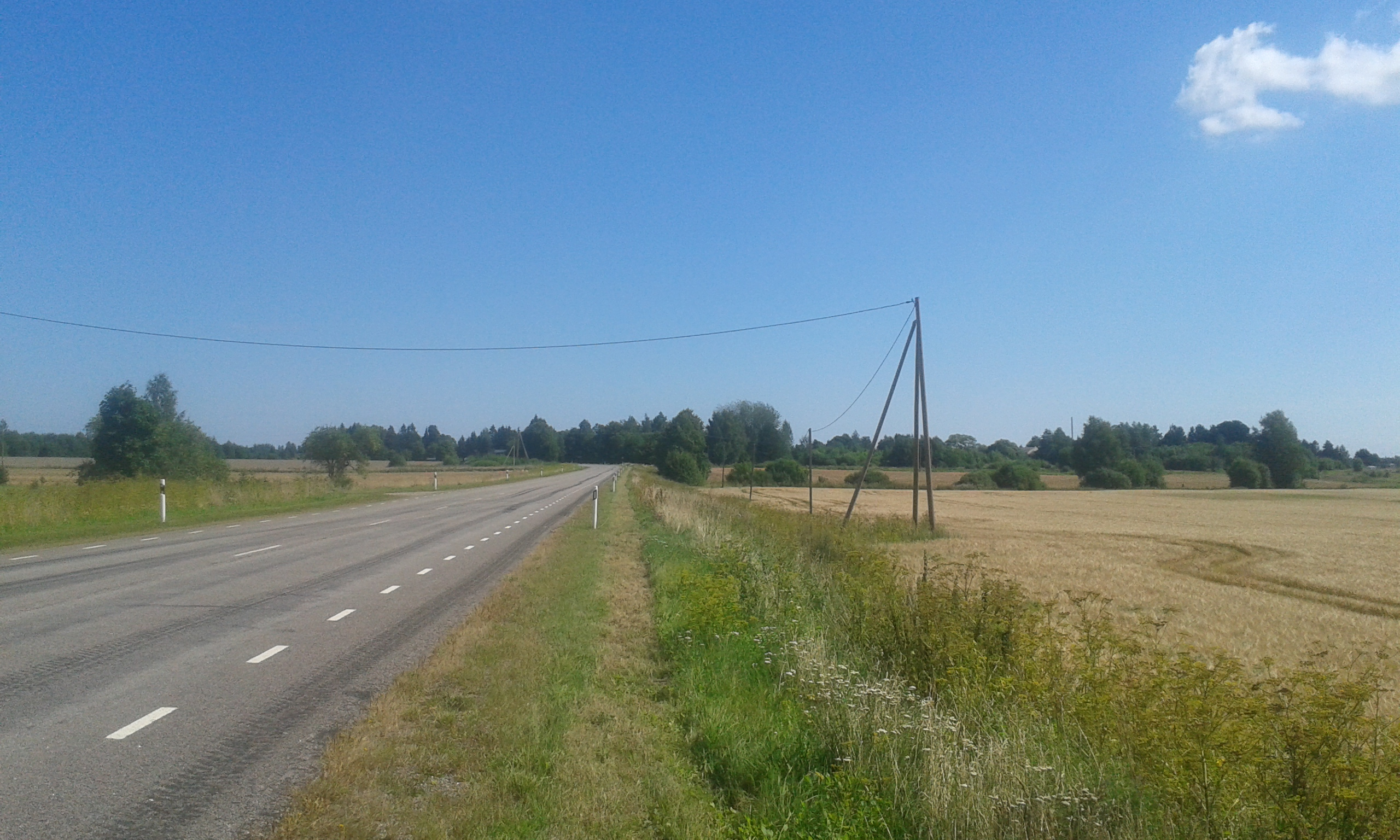
Пейзаж недалеко от деревни Кооза

Вопрос происхождения названия деревни языковед Валдек Палль оставляет открытым, предполагая, что оно может быть личным именем (например, есть фамилия Коозапоэг (эст. Koosapoeg, с эст. буквально — сын Кооза). Однако нельзя исключать, что это переходный топоним: в 11,5 км от деревни находится озеро Кооза, из которого в сторону Чудского озера вытекает река Кооза, образуя вместе с рекой Эмайыги яркий пейзаж. 
Если принять во внимание то, что на трёхверстовой карте 1855—1859 годов на русском языке отмечено название Коса, использованное для обозначения местности Лийванина в устье реки Кооза (эст. Liivaina, в 1601 году упоминается как Lywanena), то логично предположить, что название Коза происходит от русского слова «коса» — длинный мыс; полоса земли.

## Известные уроженцы
- Карл-Хуго Акель (1878—1942), фотограф, спортсмен.

### Комментарии
1. ↑  Эстонские топонимы, оканчивающиеся на -а, не склоняются и не имеют женского рода (исключение — Нарва)[7].